# Myrtle Grove (Florida)
Myrtle Grove és una concentració de població designada pel cens dels Estats Units a l'estat de Florida. Segons el cens del 2000 tenia 17.211 habitants.

## Demografia
Segons el cens del 2000, Myrtle Grove tenia 17.211 habitants, 6.196 habitatges, i 4.126 famílies. La densitat de població era de 1.006,8 habitants/km².
Dels 6.196 habitatges en un 30,3% hi vivien nens de menys de 18 anys, en un 49,3% hi vivien parelles casades, en un 13,5% dones solteres, i en un 33,4% no eren unitats familiars. En el 26,8% dels habitatges hi vivien persones soles el 9,3% de les quals corresponia a persones de 65 anys o més que vivien soles. El nombre mitjà de persones vivint en cada habitatge era de 2,46 i el nombre mitjà de persones que vivien en cada família era de 2,96.
Per edats la població es repartia de la següent manera: un 22,2% tenia menys de 18 anys, un 15,9% entre 18 i 24, un 29,5% entre 25 i 44, un 19% de 45 a 60 i un 13,3% 65 anys o més.
L'edat mediana era de 32 anys. Per cada 100 dones de 18 o més anys hi havia 103,2 homes.
La renda mediana per habitatge era de 33.601 $ i la renda mediana per família de 39.646 $. Els homes tenien una renda mediana de 26.737 $ mentre que les dones 21.689 $. La renda per capita de la població era de 18.268 $. Entorn de l'11,7% de les famílies i el 14,2% de la població estaven per davall del llindar de pobresa.

## Poblacions més properes
El següent diagrama mostra les poblacions més properes.